# Скыт
Скыт (болг. Скът, лат. Scitus) — река в Болгарии, правый приток низовья Огосты, протекает по территории Врацкой области на северо-западе страны.
Длина реки составляет 134 км, площадь водосборного бассейна — 1074 км².
Скыт начинается на северных склонах гор Веслец к западу от села Горно-Пештене в общине Враца. Далее течёт по Западно-Дунайской равнине, сливаясь с Огостой ниже села Сараево в общине Мизия.
Основной приток — Бырзиня.